# Minerve (pâtisserie)
Pour les articles homonymes, voir Minerve.
La minerve est une pâtisserie originaire du sud de la France (région de Nîmes, Cévennes gardoises et Garrigues), consistant en une tranche de brioche recouverte de meringue cuite au four. On l'appelle parfois « tranche dorée ».

## Fabrication
Une tranche de brioche est coupée au couteau, un mélange de glaçage compact fait de blanc d'œuf et de sucre glace vient napper la brioche. Après une cuisson d'une dizaine de minutes, la pâtisserie termine de durcir dans le four éteint.
Avec le temps, une variante à base de meringue plutôt que de glaçage a partiellement supplanté la recette originale.

## Origine
La minerve est inventée dans la région de Nîmes où les gâteaux de l'Épiphanie sont des couronnes de l'Avent composées de brioches saupoudrées de sucre. Aux lendemains des fêtes, les invendus sont recyclés en minerves.
La plus grosse tranche était nommée « de Minerve », comme la déesse, et non pas comme la ville de Minerve. Par glissement, cette pâtisserie a pris le nom de minerve, voire minervette pour les plus petites.